# François Werner
Cet article concerne le syndicaliste français. Pour l'homme politique français, voir François Werner (homme politique).
Pour les articles homonymes, voir Werner.
François Werner est un syndicaliste français de l'audiovisuel, qui a fondé en 1974 et dirigé pendant six ans le  Syndicat unifié de la Radio-télévision (SURT-CFDT), représentant plus de la moitié du personnel de l'ORTF.

## Biographie
Né à New York le 8 avril 1953, François Werner débute en 1973 à l'ORTF comme agent d'administration, puis devient secrétaire de la section du puissant Syndicat unifié de la Radio-télévision, le SURT-CFDT, qui rassemble les personnels techniques et administratifs de FR3. Il a ensuite décidé, en 1980, de retourner à une activité professionnelle puis passe, comme documentaliste, à l'Institut national de l'audiovisuel, où il développe une section syndicale, avant de revenir en 1982 et jusqu'en 1988 à la tête du SURT-CFD, où il succède à Pierre Avril.
Secrétaire du comité d'entreprise de l'INA, il est un des principaux dirigeants du SURT CFDT. À ce titre, il anime plusieurs grèves importantes. Après l'élection de François Mitterrand, il participe aux débats sur la loi sur l'audiovisuel. Quelques années plus tard, François Werner reprend des études de gestion : il est admis à l'Institut d'études politiques de Paris (Sciences Po) par le bais de la « troisième voie », réservée aux non-diplômés, puis il obtient aussi un diplôme d'études supérieures spécialisées (DESS) de marketing. 
Il occupe plusieurs postes de direction à France 3, notamment celle des stations régionales de Nord - Pas-de-Calais - Picardie. En 1990, il est devenu directeur de la station France 3 Méditerranée, poste dont il a été évincé en 1994 à la suite de pressions du cabinet du ministre de la communication, Alain Carignon, et du maire de Marseille, Jean-Claude Gaudin. Il est pourtant présenté comme un des « véritables leaders » de l'audiovisuel public, qui a une « vision de la chaîne et de son avenir ».
Il a ensuite dirigé, de 2000 à 2004, le Centre méditerranéen de la communication audiovisuelle (CMCA), filiale de France Télévisions, où il a lancé le projet d'un Fonds d'aide à la circulation des œuvres en Méditerranée, avant de décéder le 24 novembre 2008.